# Wałerij Zawarow
Wałerij Ołeksandrowycz Zawarow, ukr. Валерій Олександрович Заваров (ur. 16 sierpnia 1988 w Kijowie) – ukraiński piłkarz, grający na pozycji pomocnika.

## Kariera piłkarska

### Kariera klubowa
Syn Ołeksandra Zawarowa. W 2006 rozpoczął karierę piłkarską w drużynie rezerwowej Arsenału Kijów. 8 marca 2008 debiutował w Premier-lidze w meczu z Zakarpattia Użhorod, wychodząc na zmianę w drugiej połowie meczu. W kolejnych meczach również wychodził na zmianę w drugiej połowie meczu. Latem 2010, po tym jak jego ojciec został zwolniony ze stanowiska głównego trenera Arsenału, przeszedł do Obołoni Kijów.